# Requerimiento de capital
Por requerimiento de capital, también denominado en ocasiones capital regulatorio, se entiende el requisito estándar exigido a bancos y otras instituciones donde se depositan fondos, requisito que determina la cantidad máxima requerida de capital que la entidad debe mantener como proporción de un determinado nivel de activos de acuerdo a las normas de agencias reguladoras como el Banco de Pagos Internacionales, la Corporación Federal de Seguro de Depósitos o el Consejo de la Reserva Federal. Estos requerimientos de capital son impuestos para asegurar que estas instituciones no participan o mantienen inversiones que puedan aumentar su riesgo de quiebra y que disponen de suficiente capital para mantener sus pérdidas operativas al tiempo que pueden todavía hacerse cargo de nuevas retiradas de fondos.

## Acuerdos de Basilea
Los Acuerdos de Basilea, publicados por el Comité de Supervisión Bancaria de Basilea, institución parte del Banco de Pagos Internacionales, fija un marco regulatorio relativo a cómo los bancos e instituciones de depósitos deben calcular su capital. En 1988, el Cómité decidió introducir un sistema de medida de capital al cual se denomina de modo habitual como Basilea I. Este marco fue sustituido por un conjunto de reglas destinadas a la fijación de los requerimientos de capital significativamente más complejo conocido como Basilea II. Después de 2012, será reemplazado por Basilea III.